# Catherine Rückwardt
Catherine Rückwardt (geb. Beckmann; * 7. April 1960 in Los Angeles, Vereinigte Staaten) ist eine deutsche Dirigentin.

## Leben
Catherine Rückwardt wurde als Tochter des Dirigenten und Pianisten Irving Beckmann (1922–2018) und der Opernsängerin Judith Beckmann in Los Angeles geboren. Die Eltern übersiedelten mit ihr schon in den 1960er Jahren nach Deutschland und ließen sich in Hamburg nieder. Sie begann ihre Ausbildung 1975 als Jungstudentin an der Musikhochschule Lübeck im Fach Violine bei Friedrich Wührer, einem Sohn des gleichnamigen Pianisten. 1981 wechselte sie an die Hochschule für Musik und Theater Hamburg, wo sie Klavier studierte und bereits einen Lehrauftrag erhielt. Zusätzlich betrieb sie ab dieser Zeit auch Studien in den Fächern Viola, Liedbegleitung – bei Dietrich Fischer-Dieskau und Hermann Prey – sowie Dirigieren.
Nach dem Diplom 1984 begann sie als Korrepetitorin am Theater Bremen und debütierte dort 1985 als Dirigentin mit Carl Zellers Operette Der Vogelhändler. Ab 1989 wirkte sie in Bremen als Kapellmeisterin und Studienleiterin. 1995 ergänzte sie ihre Ausbildung mit einem  Dirigierkurs bei Helmuth Rilling an der Internationalen Bachakademie Stuttgart. Im selben Jahr dirigierte sie in Bremen die Uraufführung von Detlev Glanerts Kammeropern-Trilogie Drei Wasserspiele, mit der sie erste überregionale Beachtung fand.
1997 übernahm sie – als erste Frau an einem großen deutschen Opernhaus – für vier Jahre den Posten der Ersten Kapellmeisterin an der Oper Frankfurt. Dort stand sie u. a. 1999 bei Wolfgang Rihms Kammeroper Jakob Lenz am Pult, ein Werk, das sie schon in Bremen geleitet hatte.
2001 wurde Catherine Rückwardt Generalmusikdirektorin des Philharmonischen Orchesters am Staatstheater Mainz. Zu dieser Zeit gab es nur an wenigen Opernhäusern und Orchestern Dirigentinnen in leitender Position, zu diesen zählte Rückwardt mit ihren Generationskolleginnen wie Romely Pfund, Sian Edwards, Marie-Jeanne Dufour, Julia Jones und Simone Young.
Als Dirigentin für Oper und Konzert präsentierte sie in Mainz schon in den ersten Jahren eine Bandbreite, die von Händels Saul über Wagners Lohengrin und Brittens Peter Grimes bis hin zu Werken der zeitgenössischen Musik wie Peter Ruzickas Oper Celan reichte. Zudem engagierte sie sich für den Ausbau des Kinder- und Jugendbereichs sowie für Projekte der Musikvermittlung. Als das zuständige Ministerium 2003 eine Fusion der Orchester von Mainz und Ludwigshafen plante, gelang es mit Rückwardts Einsatz, dies zu verhindern.
2006 wurde sie darüber hinaus auch Intendantin des aus der Theater-GmbH herausgelösten Philharmonischen Staatsorchesters Mainz, zusätzlich zu ihrer Funktion als Generalmusikdirektorin. In beiden Ämtern wirkte sie bis 2011. Während ihrer Zeit dort erweiterte sie das übliche Repertoire mit Wiederentdeckungen, dazu gehörten u. a. die 1. Sinfonie von Hans Rott, die Musik für Orchester von Rudi Stephan oder die Oper Tiefland von Eugen d’Albert in der Regie von Katharina Wagner. Typisch für ihre Handschrift war die Werkauswahl ihres Mainzer Abschiedskonzerts 2011, in dem sie Brahms’ 4. Sinfonie mit Schönbergs Begleitmusik zu einer Lichtspielszene (1930) und mit dem Violinkonzert (1925) des russischen Avantgardisten Nikolai Roslawez kombinierte, einem Werk, dessen Partitur erst 1989 wiederentdeckt worden war.
Ihre Gastspieltätigkeit umfasst u. a. das Staatstheater Darmstadt, das Staatstheater Braunschweig, das Ensemble Modern, die Bremer Philharmoniker, das Frankfurter Opern- und Museumsorchester, die Duisburger Philharmoniker, die Württembergische Philharmonie sowie Dirigate in Rotterdam und Antwerpen. 2004 feierte sie ihr US-Debüt beim Charlotte Symphony Orchestra und dirigierte 2008 erstmals das Rundfunk-Sinfonieorchester Berlin.
Seit 2011 ist sie als freischaffende Dirigentin tätig. Gelegentlich tritt sie auch als Pianistin und Sängerin mit Chansons von Georg Kreisler und Miniaturen von Fritz Kreisler in Erscheinung.

## Auszeichnungen
- 1999: Zonta-Kunstpreis[8]
- 2011: Gutenberg-Büste der Stadt Mainz[14]